# Воронкова, Вера Александровна
Вера Александровна Воронкова (род. 21 марта 1965, Одинцово, Московская область) — российская актриса

 театра и кино, Заслуженная артистка Российской Федерации (2017).

## Биография
Родилась 21 марта 1965 года в городе Одинцово. В 1990 году окончила Школу-студию МХАТ (курс А. Калягина), после чего была принята в труппу Художественного театра. За десять лет работы ею было сыграно около 20 ролей. С 1990 по 1998 год была участницей фестивалей современной драматургии «Любимовка». Одновременно принимала участие в спектаклях других театров. В творческой группе «Ласки» в 1998 году Воронкова играла в спектакле Ю. Урнова «Раздетые» (Она), в Универсальном театре Юрия Грымова в 2000 году сыграла роль Галы в спектакле «Дали». С 1997 года стала сотрудничать с театром А. П. Чехова, в котором участвовала в спектаклях «Ужин с дураком» (Марлен), «Там же, тогда же» (Дорис), «Цена» (Эстер).
С 2000 года — актриса театра им. А. Пушкина. Среди наиболее заметных ролей: Присцилла в спектакле «Чёрный принц, или Праздник любви» и Нюра в спектакле «В зрачке». В Центре современной драматургии и режиссуры п/р Казанцева и Рощина она играет главную роль в «Юдифи», в Центре Мейерхольда — в спектакле «Арто и его двойник» (Она) и «Зеркальный карп» (Смерть).
В кино Воронкова начала сниматься с 1990 года. В основном это были небольшие роли. Первый большой успех пришёл в 1997 году, когда Воронкова Тамару в драме Вадима Абдрашитова «Время танцора». За эту роль получила премию «Золотой овен» в номинации «Надежда».
Снялась в таких сериалах, как «Кодекс чести», «Право на защиту» и «Дневник убийцы». За роль Веры в драме Валерия Тодоровского «Любовник». была номинирована на премию «Ника» за лучшую женскую роль второго плана.
В 2012 году сыграла одну из главных ролей в мистическом детективе «Предчувствие».
В январе 2022 года попала в больницу после пожара . В квартире загорелась ёлка. Воронкова получила тяжелый ожог верхних дыхательных путей.

## Личная жизнь
- Первый муж — актёр Константин Чепурин,
  - сын Иван (род. 1995).
- Второй муж — Сергей Петрейков,
  - дочь Мария (род. 2007)

## Фильмография
- 1990 — Чернов/Chernov
- 1991 — Любовь — эпизод
- 1991 — Перлимплин
- 1991 — Щен из созвездия Гончих Псов
- 1992 — Мужской зигзаг
- 1992 — Чёрный квадрат — Ирина Фроловская, соседка Турецкого, валютная проститутка
- 1993 — Роль
- 1994 — Прохиндиада 2
- 1994 — Серп и молот
- 1995 — Пионерка Мэри Пикфорд
- 1997 — Время танцора — Приз за многообещающий женский дебют на актёрский МКФ «Балтийская жемчужина—1998» (Рига);
- 1998 — Чехов и Ко
  - 3-я серия «Жених и папенька» — дочь Кондрашкина
  - 7-я серия «Невидимые миру слёзы» — жена Двоеточнева
- 2000 — Дневник его жены
- 2000 — Юдифь (фильм-спектакль)
- 2002 — Кодекс чести (сериал)
- 2002 — Право на защиту (сериал)
- 2002 — Любовник — Вера подруга Лены
- 2002 — Дневник убийцы (сериал) — Лиза, жена Сергея
- 2002 — Марш Турецкого (2 сезон)
- 2003 — Право на защиту
- 2004 — Сыщики-3
- 2005 — Умножающий печаль
- 2005 — Пороки и их поклонники
- 2005 — Мама не горюй 2
- 2005 — Контакт
- 2005 — Каменская-4
- 2005 — Двойник
- 2005 — Виртуальный роман
- 2005 — Большое зло и мелкие пакости. Детектив от Татьяны Устиновой.
- 2006 — Утёсов. Песня длиною в жизнь — Малка (Малка Моисеевна), мать Леонида Утёсова
- 2006 — Инфант (Украина)
- 2006 — Иностранцы
- 2006 — 9 месяцев (сериал)
- 2007 — Я сыщик
- 2007 — Секунда до… (Россия, Украина) — Анна
- 2007 — Вилла раздора, или Танец солнечного затмения (Украина)
- 2008 — Фотограф
- 2009 — Питерские каникулы
- 2009 — Журов
- 2010 — Солнечное затмение
- 2010 — Без мужчин — Александра Николаевна Рощина
- 2011 — Утомлённые солнцем 2: Цитадель — врач Софья Гринберг
- 2012 — Красавица
- 2012 — Предчувствие (сериал)
- 2014 — Испытание (Казахстан, Россия)
- 2015 — Пенсильвания — Ольга Линёва, колдунья
- 2016 — Рай — Роза
- 2018 — Русалки — Тамара Бережных
- 2018 — Год культуры (сериал) 5-я серия — председатель комиссии Эльвира Рашидовна
- 2019 — Ярослав Николаев и Мария Петрова (документальный фильм из цикла «Судьбы скрещенья») — ведущая

## Работа в театре
Московский драматический театр имени А. С. Пушкина:
- Бабуш — «Барабаны в ночи» Б.Брехта (Режиссёр Юрий Бутусов).
- Дзайра — «Великая магия» Л.Пиранделло (Режиссёр Евгений Писарев).
- Шарлотта Ивановна — «Вишнёвый сад» А.Чехова (Режиссёр Мирзоев, Владимир Владимирович).
- Нанина — «Дама с камелиями» (Режиссёр Землянский, Сергей Юрьевич).
- Госпожа Янг — «Добрый человек из Сезуана» Б.Брехта (Режиссёр Юрий Бутусов).
- Алла Васильевна — «С вечера до полудня» В.Розова (Режиссёр Р.Мовсесян).
- Дорина — «Тартюф» Ж-Б. Мольера (Режиссёр Б.Жак-Важман).
- Баба-яга — «Три Ивана» Ю.Кима, (Режиссёр И.Теплов).

Работы прошлых лет:
- Присцилла — «Чёрный принц, или Праздник любви» А.Мэрдок (Режиссёр Козак, Роман Ефимович);
- Нюра — «В зрачке» М.Курочкина (Режиссёр Ю.Урнов)
- Марта — «Дети Священника» М.Матишича (Режиссёр Огарёв, Александр Анатольевич)
- Клеопатра Максимовна — «Самоубийца» Н.Эрдмана (Режиссёр Козак, Роман Ефимович)
- Мария — «Одолжите тенора!» Кена Людвига (Режиссёр Евгений Писарев).
- Дада — «Саранча» Б.Срблянович (Режиссёр Козак, Роман Ефимович)

Театр наций
- Аудиенция (2017) — Маргарет Тэтчер

Дом актёра имени А. А. Яблочкиной
«Р.-М. Рильке, М. И. Цветаева: История одной невстречи» (2018) — Марина (Режиссёр Павел Тихомиров)

## Награды и звания
- Почётный деятель искусств города Москвы (26 декабря 2014) - за большой вклад в развитие культуры и многолетнюю творческую деятельность
- Заслуженная артистка Российской Федерации (24 октября 2017 года)[2].

## Критика
Р. Должанский в рецензии на спектакль «Чёрный принц, или Праздник любви» в Театре имени Пушкина отметил, что Воронкова в роли Присциллы добавляет в спектакль «уместную живую эксцентрику».
М. Шимадина посчитала, что в спектакле «Дети священника» в Театре имени Пушкина молодые актёры, в том числе Воронкова, привлекли внимание зрителей не глубиной, а эксцентрикой, что отчасти спасло неудачный спектакль.
М. Шимадина, говоря о спектакле «Монологи вагины», отметила, что три актрисы, включая Воронкову, справились с задачей подать текст пьесы без впадения в вульгарность, а особенный успех у зрителей получила именно Воронкова, когда учила их хором кричать слово на букву «п». И. Ульянина отметила точность и выразительность интонаций трёх актрис, игравших в этом спектакле.
М. Шимадина в рецензии на спектакль «Вторая музыка» в «Другом театре» (Москва) похвалила тонкую и филигранную игру Воронковой и её партнёра О. Макарова и особенно удачные эмоциональные перепады склонной к эксцентрике Воронковой, которые создают второй план в изображении характера героини.
М. Токарева осталась недовольна фальшивой игрой актёров в спектакле «Саранча» в Театре имени Пушкина, но в качестве исключения назвала Воронкову, Н. Фоменко, В. Вержбицкого и А. Пороховщикова.